# 千葉陸軍高射学校
千葉陸軍高射学校（ちばりくぐんこうしゃがっこう）とは、現在の千葉県千葉市稲毛区小仲台にあった日本陸軍の教育機関のひとつ。通称は防空学校（ぼうくうがっこう）、後に高射学校（こうしゃがっこう）。ここでは前身となった陸軍野戦砲兵学校高射砲練習隊および陸軍野戦砲兵学校教導連隊高射砲隊についても述べる。

## 概要
日本陸軍における高射砲兵の研究は1913年（大正2年）に開始され、大阪砲兵工廠が三八式野砲を用いた臨時高射砲の実験を行なっていた。青島攻略戦では、野砲兵第24連隊が臨時高射砲隊を編成して、この三八式野砲応用臨時高射砲2門を投入、1914年（大正3年）11月にドイツ海軍のルンプラー・タウベを相手に射撃を展開した。この戦闘は日本で初となる高射砲の実戦参加であった。日本軍は青島攻略戦に勝利したが、ドイツ軍の持つ僅か一機のタウベに勝利する事はなかった。
1922年（大正11年）に十一年式七糎半野戦高射砲が制式化されると、8月には旧千代田村の陸軍野戦砲兵学校に本部と2個中隊からなる高射砲練習隊が創設された。更に、野戦高射砲隊の戦時編制も定められ、僅かずつではあるが高射砲隊も注目されるようになった。
十四年式十糎高射砲が1925年（大正14年）に制式となり、同年5月に陸軍野戦砲兵学校高射砲練習隊は陸軍野戦砲兵学校教導連隊高射砲隊へと改組された。これと共に、同校にて高射砲第一連隊が新設された。しかしながら、野戦砲兵学校の高射砲隊に甘んじなければならず、高射関係の調査、研究、実験及び学生教育は消極的にならざるを得なかった。日中戦争の開戦で多くの野戦部隊が動員され、常設部隊の増強が行われ、軍事関係の機関は逐次充実していった。
陸軍防空学校令が1938年（昭和13年）3月に公布されたのに伴い、四日後には陸軍野戦砲兵学校内に陸軍防空学校創立準備委員室が設置された。陸軍防空学校はそれから四箇月後となる陸軍防空学校令の施行日に合わせ、千葉市小中台町に設立された。その編制は校長の下、本部、教育部、研究部、教導隊（高射砲中隊一、照空中隊一）、材料廠とされ、任務は以下の通りであった。
- 学生に防空上必要とされる学術の教育と各隊への普及。
- これら学術の調査及び研究の実施。
- 防空兵器、資材の研究及び試験。
- 高射砲兵隊の下士官候補者の教育。

1945年7月には高射学校の教導連隊も防空の一翼を担う事となり、空襲時は防空活動を行なった。
終戦時の編制は本部、教育部、研究部、教導連隊（本部および指揮中隊一、高射砲大隊三、照空大隊一、機関砲大隊一）、幹部候補生隊（本部および中隊三）、生徒隊（本部および中隊二）、材料廠であった。

## 沿革
- 1938年（昭和13年）
  - 4月1日 - 千葉県四街道の陸軍野戦砲兵学校内に陸軍防空学校創立準備委員室を開設。
  - 8月1日 - 千葉県千葉市小中台町850番地に陸軍防空学校を設置。同日より事務を開始。
- 1939年（昭和14年）
  - 8月19日 - 幹部候補生隊を設置[3][4]。
- 1942年（昭和17年）
  - 10月14日 - 千葉陸軍防空学校と改称し、教導隊が教導連隊へ昇格すると共に練習隊を新設[5]。
  - 12月1日 - 生徒隊を設置[6][7]。
- 1943年（昭和18年）
  - 4月15日 - 千葉県銚子市三崎町に千葉陸軍防空学校銚子分教所を開設[8]。
  - 12月1日 - 静岡県浜松市追分町にある高射砲第1連隊補充隊の兵営跡地に千葉陸軍防空学校浜松分教所を開設[9]。
- 1944年（昭和19年）
  - 4月1日 - 千葉陸軍高射学校と改称。練習隊および下士官候補者隊を廃止[10][11]。
- 1945年（昭和20年）
  - 5月19日 - 272機のB-29により浜松への空襲が行なわれ、1,486tの通常爆弾が投下される[12]。これにより、浜松分教所も被害を受ける[13]。
  - 6月18日 - 130機のB-29が浜松市街へ912tの焼夷弾を投下[14]。浜松分教所、再び空襲被害を受け一部の兵舎が焼失。程なくして分教所の将兵は静岡県周智郡森町へ移動[13]。
  - 8月7日 - 赤穂陸軍高射教育隊、編成完結[15]。赤穂城址の赤穂中学校等に分屯[16]。
  - 8月30日 - 千葉陸軍高射学校、復員完結。
  - 9月1日 - 赤穂陸軍高射教育隊、復員完結[15]。

## 武器
常備されていた兵器
- 七糎高射砲24門
- 十二糎高射砲2門
- 機関砲29門
- 重機関銃19丁
- 探照灯26基
- 聴音機38基
- 警戒機1基
- 標定機1基
- 中・小型無線機1台
- 小型乗用車8台
- 側車オートバイ1台
- 牽引車28台
- 小銃1073丁
- 拳銃116丁
- 軍刀120振
- 銃剣3535振

## 教育区分
1938年（昭和13年）8月当時
- 教育部
  - 佐官学生（砲兵科中・少佐への高射砲兵教育、修学期間約3箇月）
  - 甲種学生（砲兵科大尉への戦術並びに射撃及び照空に関する教育、修学期間約7箇月）
  - 乙種学生（砲兵科大・中尉への射撃及び通信に関する教育、修学期間約5箇月）
  - 丙種学生（砲兵科中・少尉への照空及び通信に関する教育、修学期間約5箇月）
  - 丁種学生（砲兵科下士官への観測に関する教育、修学期間約6箇月）
  - 特殊学生（各兵科尉官への要地防空に関する教育、修学期間約5箇月）
- 教導隊下士官候補者隊
  - 下士官候補者（高射砲兵隊から分遣された下士官候補者への教育、毎年1回入校、修学期間約1年）

1939年（昭和14年）8月当時
- 教育部
  - 佐官学生（砲兵科中・少佐への高射砲兵教育、修学期間約3箇月）
  - 甲種学生（砲兵科大尉への戦術並びに射撃及び照空に関する教育、修学期間約7箇月）
  - 乙種学生（砲兵科大・中尉への射撃に関する教育、修学期間約5箇月）
  - 丙種学生（砲兵科中・少尉への照空及び通信又は化学戦に関する教育、修学期間化学戦の教育約3箇月、その他約5箇月）
  - 丁種学生（砲兵科下士官への観測に関する教育、修学期間約6箇月）
  - 特殊学生（各兵科尉官への要地防空に関する教育、修学期間約5箇月）
- 幹部候補生隊
  - 幹部候補生（高射砲兵隊から分遣された幹部候補生への教育、毎年1回入校、修学期間約11箇月）
- 下士官候補者隊
  - 下士官候補者（高射砲兵隊から分遣された下士官候補者への教育、毎年1回入校、修学期間約1年）

1942年（昭和17年）10月当時
- 教育部
  - 佐官学生（兵科中・少佐への防空兵教育、毎年1回入校、修学期間約3箇月）
  - 甲種学生（兵科少佐・大尉への戦術並びに射撃及び照空等に関する教育、毎年1回入校、修学期間約5箇月）
  - 乙種学生（兵科大・中尉への射撃及び照空等に関する教育、毎年1回入校、修学期間約6箇月）
  - 丙種学生（兵科中・少尉への通信、防空情報通信又は化学戦等に関する教育、毎年1回入校、修学期間化学戦の教育約3箇月、その他約6箇月）
  - 戊種学生（兵科下士官への観測その他に関する教育、毎年1回入校、修学期間約6箇月）
- 幹部候補生隊
  - 幹部候補生（高射砲兵隊から分遣された幹部候補生への教育、毎年1回入校、修学期間約11箇月）
- 練習隊
  - 練習下士官（特業教育、修学期間約6箇月）
  - 練習兵（特業教育、修学期間約6箇月）
- 下士官候補者隊
  - 下士官候補者（高射砲兵隊から分遣された下士官候補者への教育、毎年1回入校、修学期間約1年）

1944年（昭和19年）4月当時
- 教育部
  - 佐官学生（兵科中・少佐への高射兵教育、毎年1回入校、修学期間約3箇月）
  - 甲種学生（兵科少佐・大尉への戦術並びに射撃及び照空等に関する教育、毎年1回入校、修学期間約5箇月）
  - 乙種学生（兵科尉官への射撃及び照空等に関する教育、毎年1回入校、修学期間約6箇月）
  - 丙種学生（兵科中・少尉への観測、指揮通信又は化学戦等に関する教育、毎年1回入校、修学期間化学戦の教育約3箇月、その他約6箇月）
  - 戊種学生（兵科下士官への観測その他に関する教育、毎年1回入校、修学期間約6箇月）
- 幹部候補生隊
  - 幹部候補生（高射砲兵隊から分遣された幹部候補生への教育、毎年1回入校、修学期間約11箇月）
- 生徒隊
  - 生徒（現役兵科下士官となる生徒への教育、毎年1回入校、修学期間約2年）

## 歴代校長
陸軍野戦砲兵学校 
高射砲練習隊長
- 櫻井源之助 砲兵中佐：1922年8月15日 - 1923年8月6日
- 八部九八郎 砲兵中佐：1923年8月6日 - 1924年2月4日
- 伊東政喜 砲兵中佐：1924年2月4日 - 1924年12月15日
- 山田卯三男 砲兵大佐：1924年12月15日 - 1925年5月1日

教導連隊高射砲隊長
- 眞井鶴吉 砲兵少佐：1925年5月1日 - 1926年12月10日
- 西田通久 砲兵少佐：1926年12月10日 - 1929年8月1日
- 入江莞爾 砲兵少佐：1929年8月1日 - 1931年8月1日
- 金岡嶠 砲兵少佐：1931年8月1日 - 1933年8月1日
- 永野叢人 砲兵少佐：1933年8月1日 - 1934年8月1日
- 小堀金城 砲兵少佐：1934年8月1日 - 1936年3月7日
- 大野重美 砲兵少佐：1936年3月7日 -

 陸軍防空学校 
- 菰田康一 少将：1938年8月1日 - 1940年12月2日（中将に進級）
- 武田馨 少将：1940年12月2日 - 1942年5月4日
- 入江莞爾 少将：1942年5月4日 - 1942年10月14日

 千葉陸軍防空学校 
- 入江莞爾 少将：1942年10月14日 - 1944年4月1日

 千葉陸軍高射学校 
- 入江莞爾 少将：1944年4月1日 - 1944年8月22日[18]
- 伊藤範治 少将：1944年8月22日[18] - 1945年4月1日[19]
- 小池国英 中将：1945年4月1日[19] -

 分教所 
銚子分教所長
- 赤山源三郎 少佐：1943年4月15日 -

浜松分教所長
- 前田二雄 中佐：1943年12月1日 -

## 跡地
千葉陸軍高射学校 
- 千葉県千葉市小仲台五丁目周辺（JR総武線稲毛駅から徒歩10分）。園生小、小中台中、千葉県立千葉女子高等学校、公園等。以前は厚生省留守業務部や千葉大学文理学部があった。

 千葉陸軍高射学校浜松分教所 
- 静岡県浜松市中央区城北三丁目。1945年9月～1951年3月、浜松工業専門学校。1953年9月～1997年3月、静岡大学工業短期大学部。現在は静岡大学浜松キャンパス。